# Epictia nasalis
Espèce
Synonymes
- Leptotyphlops nasalis Taylor, 1940

Epictia nasalis est une espèce de serpents de la famille des Leptotyphlopidae.

## Répartition
Cette espèce est endémique du Nicaragua.

## Description
L'holotype de Epictia nasalis mesure 117,5 mm dont 7,5 mm pour la queue.

## Étymologie
Son nom d'espèce, du latin nasus, « nez », lui a été donné en référence à la curieuse élongation de ses écailles nasales.

## Publication originale
- Taylor, 1940 "1939" : Herpetological Miscellany No I. The University of Kansas science bulletin, vol. 26, no 15, p. 489-571 (texte intégral).